# Meshuggah
Meshuggah (pronunție în engleză [məʃʊɡə]) este o formație extreme metal suedeză, din Umeå, Suedia, formată în 1987.
Meshuggah a atras atenția internațională începând cu 1995 prin lansarea Destroy Erase Improve, cu fuziunea tempoului rapid de death metal, thrash metal și progressive metal cu elemente de jazz fusion. Meshuggah a fost catalogată ca fiind una din zece cele mai importante formații de hard rock și heavy metal de către Rolling Stone, și drept cea mai importantă formație din metal de către Alternative Press. De la fondarea sa, Meshuggah a lansat 7 albumuri de studio, 7 EP-uri și 8 clipuri video. Formația a evoluat la diverse festivaluri internaționale, inclusiv Ozzfest și Download. Albumul Nothing și celelalte care l-au urmat, toate au intrat în Billboard 200.

## Membri

### Membri actuali
- Jens Kidman – vocals (1987–prezent), chitară ritmică (1987–1992)
- Fredrik Thordendal – chitară, back vocal (1987–prezent), chitară bas (2001–2004)
- Tomas Haake – baterie, vocal (1990–prezent)
- Mårten Hagström – chitară ritmică, back vocal (1992–prezent)
- Dick Lövgren – bas (2004–prezent)

### Foști membri
- Niklas Lundgren – baterie (1987–1990)
- Peter Nordin – bas (1987–1995)
- Gustaf Hielm – bas (1995–2001)

## Discografie
- Contradictions Collapse (1991)
- Destroy Erase Improve (1995)
- Chaosphere (1998)
- Nothing (2002)
- Catch Thirtythree (2005)
- obZen (2008)
- Koloss (2012)
- The Violent Sleep of Reason (2016)
- Immutable (2022)